# Utagawa Yoshitsuya
Pour les articles homonymes, voir Utagawa.
Utagawa Yoshitsuya (歌川芳艶), né Yoshitsuya Ichieisai et aussi connu comme Yoshitsuya Koko (22 février 1822 - 2 août 1866) est l'un des derniers grands maîtres japonais de l'estampe sur bois japonaise (ukiyo-e) et, comme Yoshitoshi, élève de Utagawa Kuniyoshi.

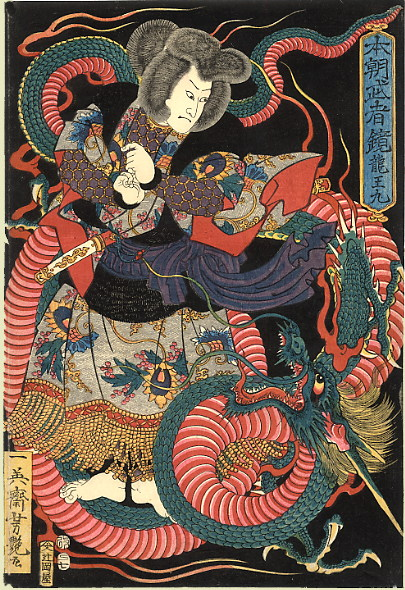
Le Dragon rouge, vers 1860. Le lutteur sumō Ryūōmaru affronte un dragon.

Il commence à produire ses propres estampes vers 1845 et il est surtout connu pour ses dessins guerriers ou ses scènes issues de l'Histoire et des légendes japonaises (série des Dix héros de Tametomo). Il a par ailleurs réalisé des modèles de tatouages japonais (irezumi).

## Œuvres
- Rencontre entre un dragon et un tigre - 1856
- Minamoto no Yorimitsu contre Hakamadate - 1858
- Le Dragon rouge - 1860
- Duel de sorciers au cœur de la montagne (Ryozoku shinzan yojutsu kurabe no zu) - 1860
- Sato Kiyomasa et sa troupe rencontrent un serpent géant - 1861

## Galerie

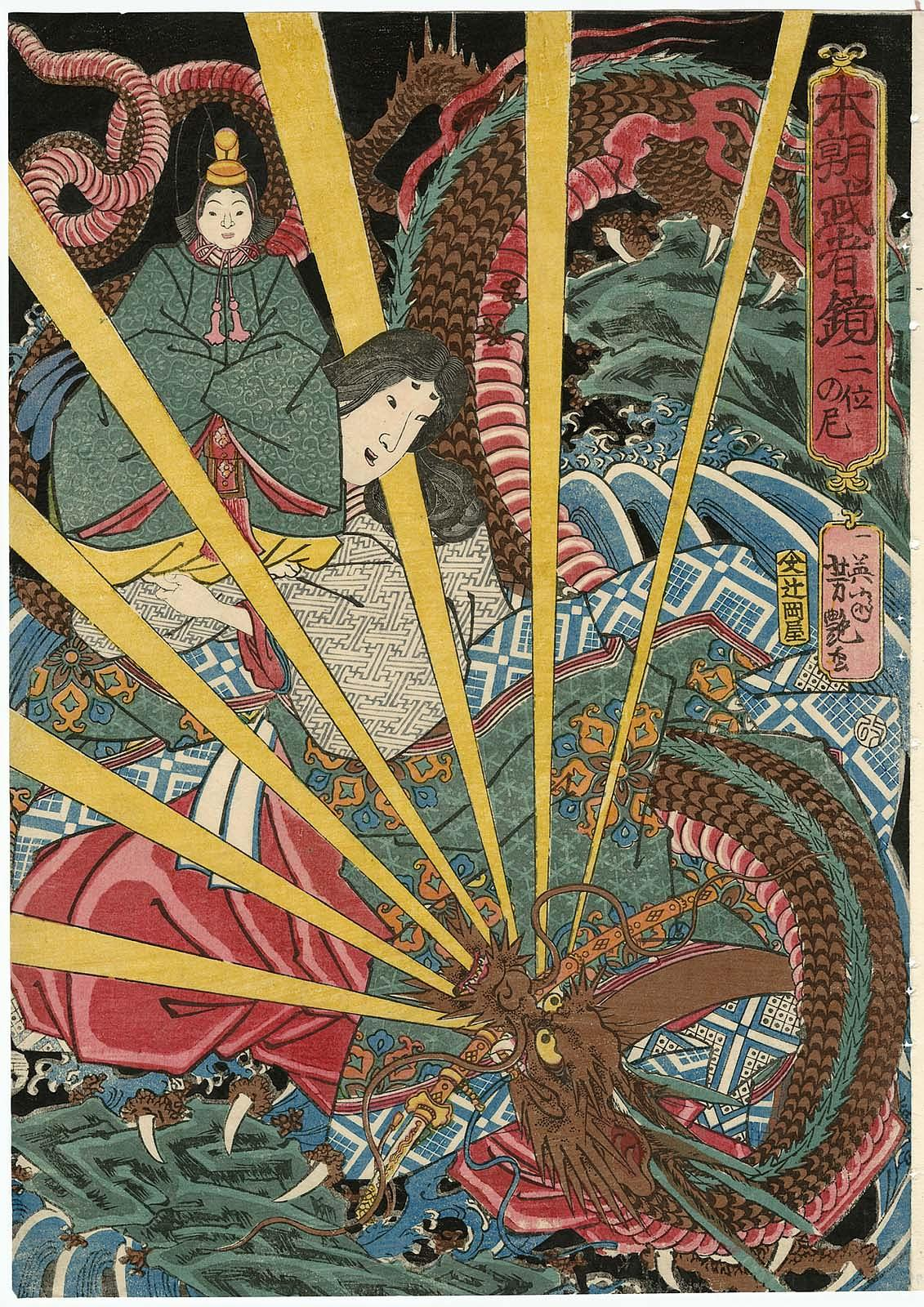
Nii no Ama sauvant le jeune empereur Antoku d'un dragon
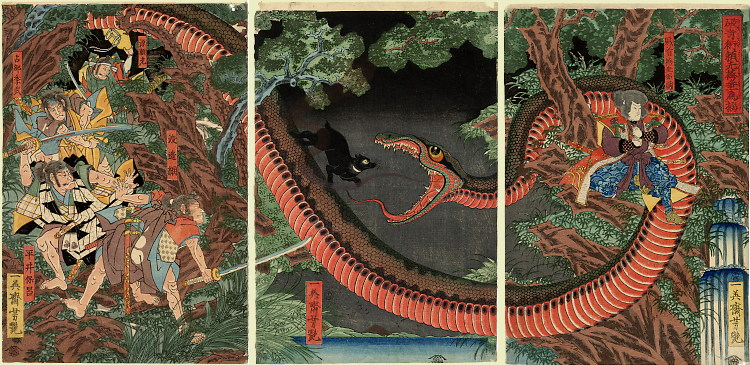
Bataille entre Minamoto no Yorimitsu avec ses hommes et le chef des voleurs Hakamadare no Mochisuke qui est aidé par un grand serpent. Triptyque.
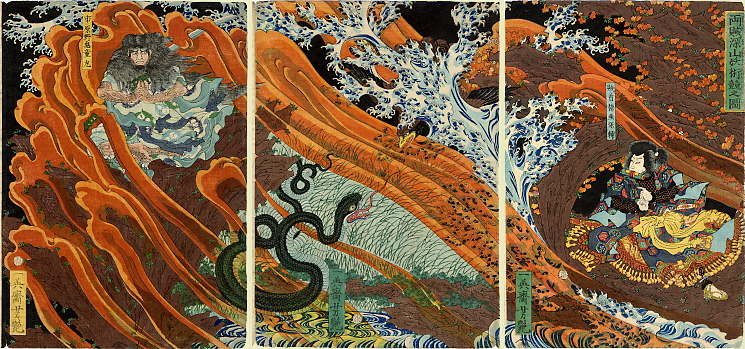
Bataille de magie entre le chef des voleurs Hakamadare no Mochisuke qui est transformé en oiseau de proie et Kidomaru, transformé en serpent géant. Triptyque.
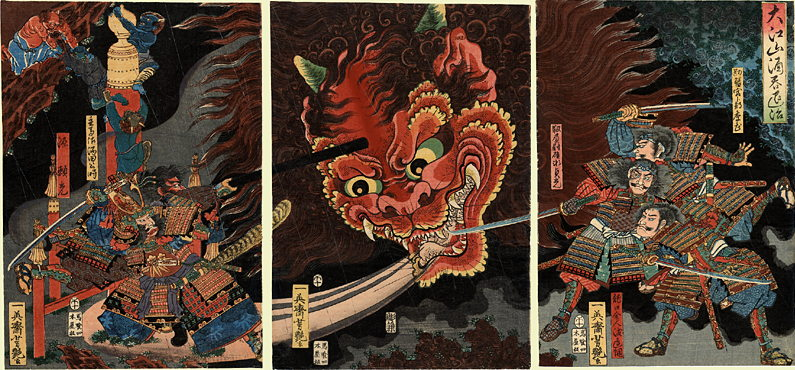
Minamoto no Yorimitsu exorcisant l'esprit démoniaque du mont Ōyama. Triptyque.
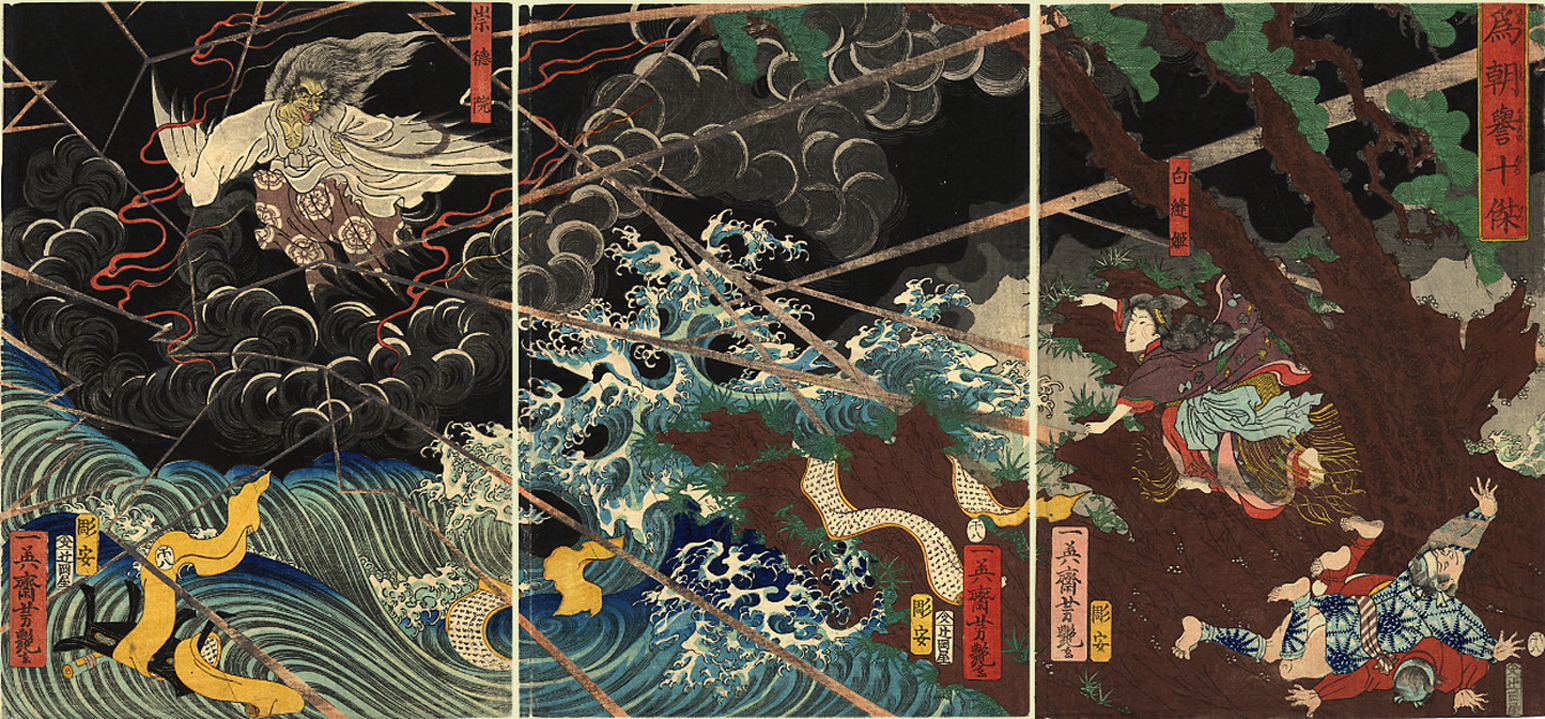
La princesse Shiranui luttant contre le mauvais Sotoku-in. Triptyque de la série « Dix héros du Tametomo »